# Sisson-Dokumente
Die Sisson-Dokumente sind eine Sammlung von 68 gefälschten Dokumenten, die im Ersten Weltkrieg den Nachweis einer finanziellen Unterstützung der Bolschewiki durch das Deutsche Reich erbringen sollten.

## Herkunft und Publikation

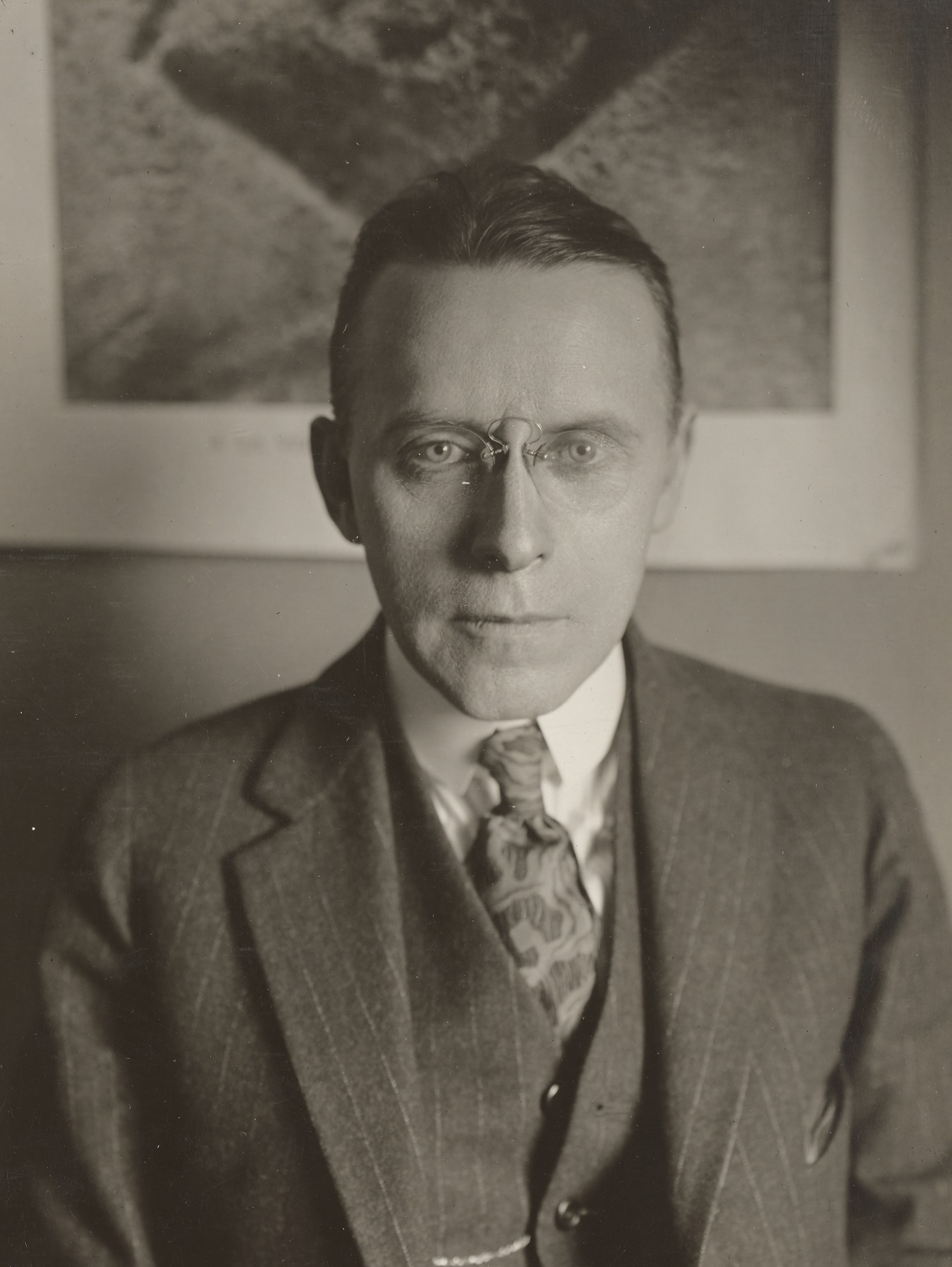
Edgar Sisson, 1919

Der Namensgeber der Dokumentensammlung Edgar Sisson arbeitete Anfang 1918 für das amerikanische Komitee für öffentliche Information (CPI) in Petrograd. Es handelte sich um eine Organisation, die den Kriegseintritt Amerikas propagandistisch unterstützen und rechtfertigen sollte. Durch Vermittlung von Ferdynand Antoni Ossendowski erstand der Amerikaner Sisson für 25.000 Dollar eine Sammlung von 68 Geheimpapieren, die scheinbar eine finanzielle Unterstützung der Russischen Revolution durch den deutschen Generalstab und die deutsche Reichsbank belegten. Der Diplomat brachte die Dokumente über Skandinavien in die USA. Ab dem 15. September 1918 wurden die Dokumente in der amerikanischen Presse publiziert. Die Folge war eine Diskreditierung der russischen Revolutionäre als bezahlte Agenten Ludendorffs. Da die Echtheit der Papiere teilweise angezweifelt wurde, publizierte die CPI das Buch The German-Bolshevik Conspiracy. Das Buch enthielt verschiedene der Dokumente mit Übersetzung und einer Analyse der anerkannten Fachhistoriker John Franklin Jameson und Samuel Harper vom National Board for Historical Service. Die beiden Historiker stuften die Dokumente als authentisch ein. Edgar Sisson erzielte allerdings keinen Profit durch seinen riskanten Schmuggel. Ihre Echtheit blieb weiterhin umstritten. 1956 wies der Historiker George F. Kennan nach, dass es sich bei den Dokumenten um Fälschungen handelte. Neuere Untersuchungen legen nahe, dass es sich bei dem Fälscher um Ossendowski selbst gehandelt hatte.

## Hintergrund
Um das Zarenreich zu destabilisieren und einen Sonderfrieden mit Russland zu erreichen, wendete das Deutsche Reich tatsächlich beträchtliche Geldsummen auf. In die Unterstützungsaktion für russische Sozialisten waren sowohl das Auswärtige Amt, die Reichsbank als auch der deutsche Generalstab involviert. Ende Dezember 1915 flossen bereits eine Million Rubel vom deutschen Auswärtigen Amt über den als Mittelsmann fungierenden Geschäftsmann Dr. Alexander Helphand-Parvus zur „Förderung der revolutionären Bewegung in Russland“. Insgesamt sollen bis zu 50 Millionen Mark geflossen sein. Ob davon auch die Bolschewiki profitierten, ist bis heute umstritten.